# Hawkins County
Hawkins County är ett administrativt område i delstaten Tennessee, USA, med 56 833 invånare. Den administrativa huvudorten (county seat) är Rogersville. Countyt har fått sitt namn efter politikern Benjamin Hawkins.

## Geografi
Enligt United States Census Bureau har countyt en total area på 1 294 km². 1 260 km² av den arean är land och 34 km² är vatten.

### Angränsande countyn
- Lee County, Virginia - nord
- Sullivan County - öst
- Greene County - syd
- Hamblen County och Grainger County - sydväst
- Hancock County - väst
- Scott County, Virginia - nordost
- Washington County, Tennessee - sydost